# Passerano Marmorito
Passerano Marmorito là một đô thị ở tỉnh Asti, vùng Piedmont thuộc Ý, nằm ở vị trí cách khoảng 25 km về phía đông của Torino và khoảng 20 km về phía tây bắc của Asti. Tại thời điểm ngày 31 tháng 12 năm 2004, đô thị này có dân số 454 người và diện tích là 12,1 km².
Các đơn vị trực thuộc gồm: Boscorotondo, Primeglio, Schierano, Marmorito, Serra and Rocco.
Passerano Marmorito giáp các đô thị: Albugnano, Aramengo, Capriglio, Castelnuovo Don Bosco, Cerreto d'Asti, Cocconato, Pino d'Asti và Piovà Massaia.